# Пініон-Пайнс (Аризона)
Пініон-Пайнс (англ. Pinion Pines) — переписна місцевість (CDP) в США, в окрузі Могаве штату Аризона. Населення — 158 осіб (2020).

## Географія
Пініон-Пайнс розташований за координатами 35°8′48″ пн. ш. 113°54′21″ зх. д. / 35.14667° пн. ш. 113.90583° зх. д. (35.146630, -113.905814).  За даними Бюро перепису населення США в 2010 році переписна місцевість мала площу 3,89 км², уся площа — суходіл.

## Демографія
Згідно з переписом 2010 року, у переписній місцевості мешкало 186 осіб у 80 домогосподарствах у складі 58 родин. Густота населення становила 48 осіб/км².  Було 102 помешкання (26/км²).
Расовий склад населення:
| - 95,2 % — білих - 0,5 % — азіатів - 3,8 % — осіб інших рас |

До двох чи більше рас належало 0,5 %. Частка іспаномовних становила 5,4 % від усіх жителів.
За віковим діапазоном населення розподілялося таким чином: 16,7 % — особи молодші 18 років, 57,0 % — особи у віці 18—64 років, 26,3 % — особи у віці 65 років та старші. Медіана віку мешканця становила 54,7 року. На 100 осіб жіночої статі у переписній місцевості припадало 87,9 чоловіків;  на 100 жінок у віці від 18 років та старших — 98,7 чоловіків також старших 18 років.
Середній дохід на одне домашнє господарство  становив 93 361 долар США (медіана — 69 605), а середній дохід на одну сім'ю — 102 075 доларів (медіана — 83 929). 
Цивільне працевлаштоване населення становило 168 осіб. Основні галузі зайнятості: науковці, спеціалісти, менеджери — 25,6 %, освіта, охорона здоров'я та соціальна допомога — 23,8 %, виробництво — 15,5 %, публічна адміністрація — 11,9 %.